# Nittsjö keramikfabrik

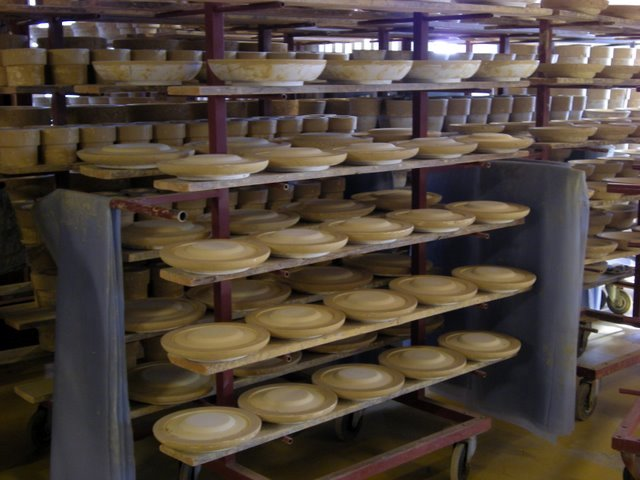
Inifrån fabriken

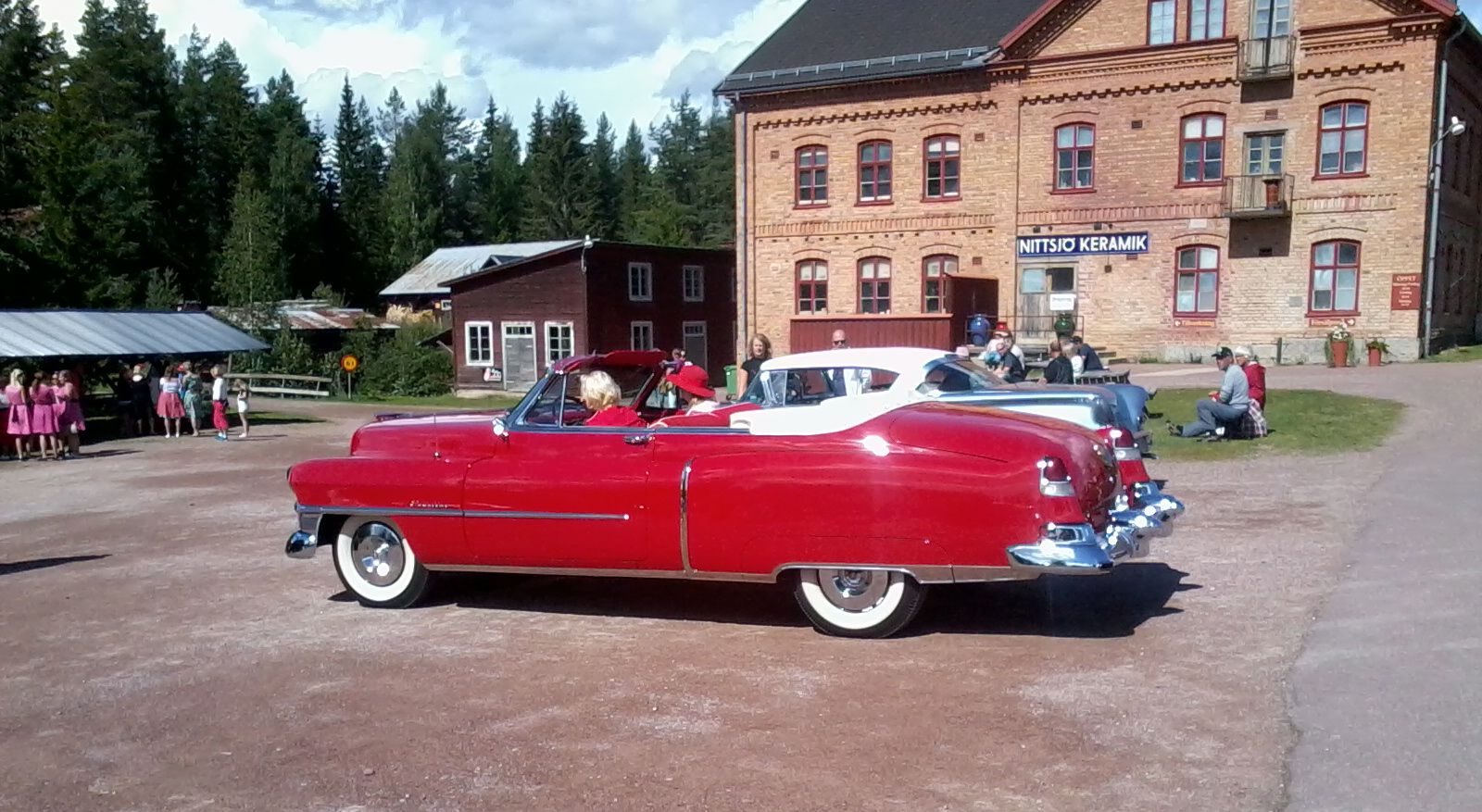
Fabriksbyggnaden vid bytorget i Nittsjö

Nittsjö keramikfabrik är ett aktiebolag för tillverkning av lergods.

## Historik
Fabriken grundades 1843 som ett rent tegelbruk i Nittsjö av doktorn Carl Jacob Wettergren och sergeanten R. A. C. Medén. 1847 började man tillverka terrakotta och kakelugnar. Wettergren blev ensam ägare av företaget 1850. Företaget blev aktiebolag 1877 under namnet Nittsjö Tegelbruk AB. År 1895 brann krukmakeriet, men byggdes upp året därpå.
År 1917 ombildades bruket till aktiebolag under namnet Aktiebolaget Nittsjö Stenkärlsfabrik, och samtidigt inledde man en storsatsning på ett mer högklassigt lergods. År 1924 anställdes den förste keramiske formgivaren Erik Mornils vid fabriken. År 1933 knöts den Rättviksfödde konstnären Jerk Werkmäster till fabriken. 1980 blev Per Löfgren VD för fabriken.
Företaget hette till en början Rättviks lervarufabrik.

## Formgivare
- 1925–1967 Erik Mornils
- 1933–1968 Jerk Werkmäster
- 1958–1989 Thomas Hellström
- 1989 Elaine Westh
- Gerd Sjökvist
- 2000– Mats Nyman
- 2002– Johan Blomdell
- 2005– Ingela Westergaard